# Shane Carwin
Shane Carwin (ur. 4 stycznia 1975 w Greeley) – amerykański zawodnik mieszanych sztuk walki (MMA) wagi ciężkiej. Były tymczasowy mistrz UFC w wadze ciężkiej. Były zawodnik japońskiej federacji Rizin Fighting Federation.

## Kariera MMA

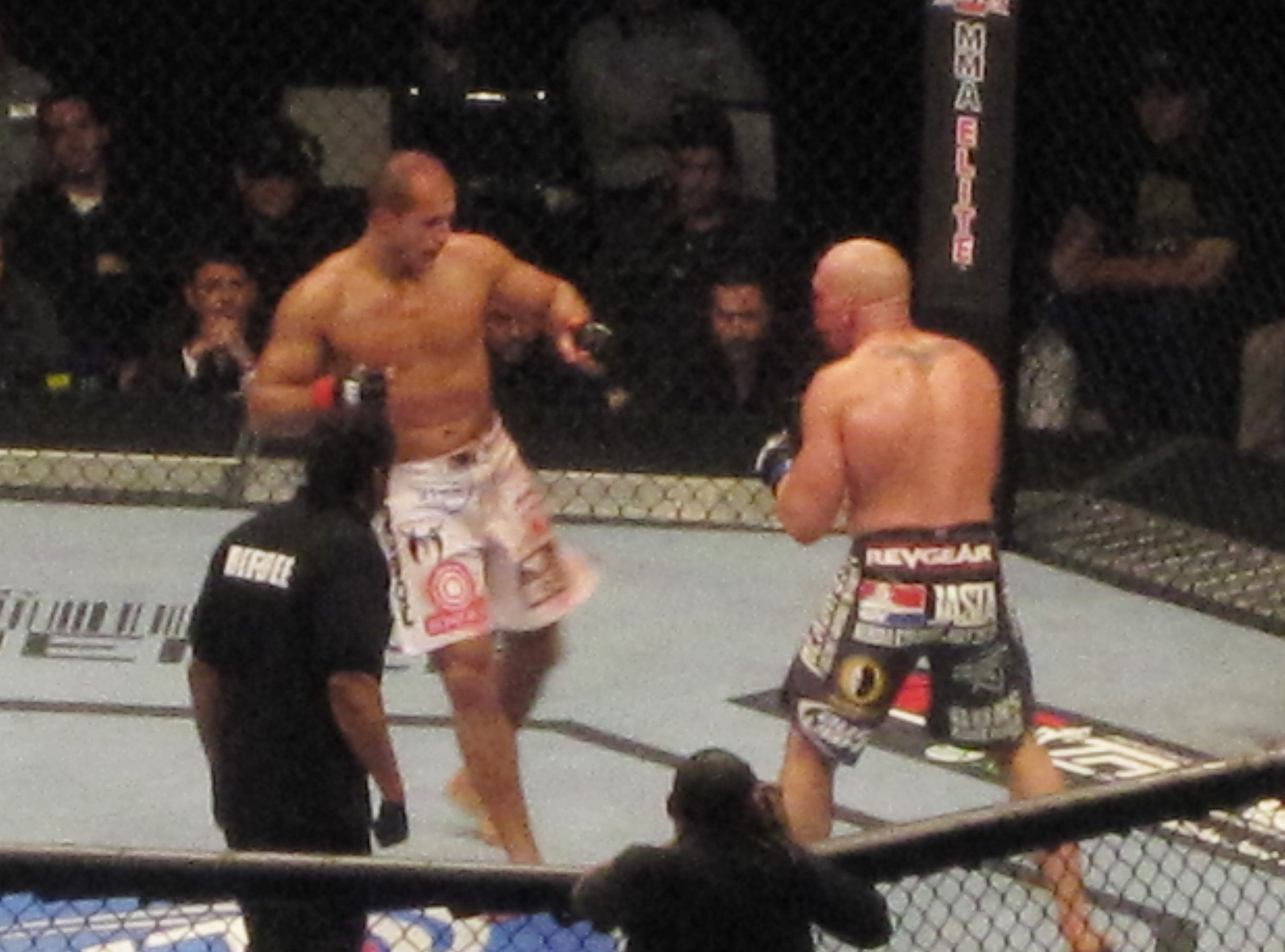
Shane Carwin został pokonany przez Juniora dos Santosa przez jednogłośną decyzję

Od 2008 roku walczy w organizacji UFC. W listopadzie 2009 roku, dzięki wygraniu trzech kolejnych walk przez nokaut, miał zmierzyć się o pas UFC w wadze ciężkiej z dotychczasowym mistrzem Brockiem Lesnarem. Walkę przełożono na lipiec 2010 roku z powodu przedłużającej się choroby Lesnara. 27 marca 2010 roku (UFC 111) Carwin zdobył tymczasowe mistrzostwo UFC w wadze ciężkiej, nokautując byłego mistrza Franka Mira. 3 lipca 2010 roku (UFC 116) przegrał pierwszą walkę w karierze, gdy poddał się Lesnarowi na skutek duszenia w pojedynku o unifikację tytułu.
11 czerwca 2011 roku, po niemal rocznej przerwie spowodowanej operacją uszkodzonych nerwów kręgów szyjnych, powrócił do rywalizacji, gdy podczas UFC 131 zmierzył się z Juniorem dos Santosem. Stawką walki było prawo zmierzenia się z mistrzem UFC, Cainem Velasquezem. Carwin przegrał przez jednogłośną decyzję, ulegając Brazylijczykowi we wszystkich trzech rundach (w pierwszej doznał złamania nosa).

## Osiągnięcia

### Mieszane sztuki walki
- Ultimate Fighting Championship
  - 2010: Tymczasowy mistrz UFC w wadze ciężkiej[2]
  - Bonus za nokaut wieczoru (jednorazowo) vs. Frank Mir
- Ring of Fire
  - 2007: Mistrz ROF w wadze ciężkiej[5]

### Amatorskie zapasy
- National Collegiate Athletic Association
  - NCAA Division II Wrestling Hall of Fame (2011)[6]
  - Mistrz wagi ciężkiej NCAA Division II w zapasach (1999)
  - Wicemistrz NCAA Division II w wadze ciężkiej w zapasach (1996, 1997)
  - NCAA Division II All American (1996, 1997, 1999)